# Луиђи Бокерини
Луиђи Бокерини (итал. Luigi Boccerini; Лука, 19. фебруар 1743 — Мадрид, 28. мај 1805) био је италијански виолиниста и композитор љупких и виртуозних дела, блиских стилу рококоа. Један је од првих аутора камерних опуса и концерата за виолончело.

## Детињство, младост и каријера
Отац му је био први учитељ музике. Године 1757. отишао је у Рим, где је студирао виолончело и упознао дела старих италијанских мајстора. Након четворогодишњих студија, вратио се у родну Луку и био виолончелиста у градском и оперском оркестру. Са виолончелистом Филипином Манфредием приређује концерте по северној Италији и Бечу. У периоду од 1769 - 1785. године, живи и ради у Мадриду као дворски виртуоз и композитор. Две године касније, ступа у службу пруског краља Фридриха Вилхелма ИИ, где остаје наредних десет година. После краљеве смрти, Бокерини се враћа у Шпанију, где живи издржавајући се прерадама својих дела за гитару. Од 1801. године, живео је веома тешко. Умро је 1805. године у сиромаштву.
Бокерини је веома заслужан за развој камерне музике. Унапредио је гудачки квартет, ускладивши у њему полифонију и хомофонију, елементе барока и рококоа. Ослободио га је генерал аса, осамосталио је деоницу виолончела и изједначио је са осталим гласовима, уневши у њу већу мелодичност, покретљивост, двогласе, трогласе И пициката. Својим делима, утицао је и на Моцарта. Написао је и велики број гудачких квинтета (већином са 2 виолончела). Написао је око 400 инструменталних композиција. Бокерини је велику пажњу посветио бележењу динамике. Своје мелодије, љупке, једноставне и певљиве, украшавао је новим, оригинални фигурацијама. Заслужан је за развој технике виолончела и за стварање литературе за тај инструмент.